# Carl Rudolf Samuel Peiper
Carl Rudolf Samuel Peiper (* 20. Januar 1798 in Striegau; † 23. Mai 1879 in Hirschberg) war ein deutscher evangelischer Geistlicher, Philologe und Orientalist.

## Leben
Peiper war der Sohn des Rektors der evangelischen Stadtschule in Striegau, Samuel Gottlob Peiper (1760–1824) und dessen Ehefrau Henriette Caroline, geborene Hentschel (1769–1835).
Er studierte von 1817 bis 1819 in Breslau und besuchte 1819/21 das Wittenberger Predigerseminar. Von 1824 bis zu seinem Ruhestand 1876 war Peiper als Pastor an der Evangelischen Gnadenkirche zu Hirschberg tätig.
Peiper gehörte zu den Autoren der Schlesischen Provinzialblätter.

## Familie
Peiper heiratete am 3. November 1824 in Hirschberg Emilie Auguste Luise Raupbach (1804–1828). Nach ihrem frühen Tod heiratete er am 28. April 1831 in Rudelstadt Auguste Richter (1804–1889). Aus den Ehen gingen folgende Kinder hervor:
- Laura (1824–1881) ⚭ 1856 Rudolf von Kittlitz (1817–1882), preußischer Generalmajor
- Selima (1825–1887) ⚭ August Petermann (1818–1889), Prof. Dr.
- Hedwig (1832–1890)
- Rudolf Leo Samuel (1834–1898), Dr. phil. h. c. ⚭ 15. September 1865 Johanna Leopoldine Agnes Bianka Martini gen. Schultz (1845–1871)
- Alexander Gustav Theodor (1838–1890), Dr. med. ⚭ 15. Februar 1869 Anna Elfriede Helene Schnuppe (1845–1903)
- Georg (1839–1890)
- Gotthold Maximilian Woldemar (1841–1894), Seminardirektor ⚭ Clara Albertine Rudolph (1844–1930)
- Theone Aurelie Auguste Agnes (1842–1924) ⚭ 10. Juni 1862 Ferdinand Otto Meister (1828–1915), Philologe und Maler
- Hermann Gottwald Reinhold (1844–1932), Dr. med. ⚭ 30. Juli 1874 Eveline Rolke (1849–1929)
- Carl Johannes Raphael (1845–1927), Prof. ⚭ 7. Oktober 1882 Martha Minna Klara Wenzel (1863–1951)

## Mitgliedschaften
Carl Rudolf Samuel Peiper war Mitglied der Deutschen Morgenländischen Gesellschaft.

## Veröffentlichungen
- Bhagavad-Gita, das hohe Lied der Indus. 1834.
- De Moallaka Lebidi celeberrimi veterum arabum poëtae carmine. 1823.
- Ḥarīrī, al-Qāsim Ibn-ʻAlī al: Haririus latinus. 1832.
- Labīd: Carmen Coronatum. 1828.
- Stimmen aus dem Morgenlande, oder Deutsch-Morgenländische Frucht- und Blumenlese. 1850.
- Ḥarīrī, Abū-Muḥammad al-Qāsim I.- al-: Narrationes consessuum nomine celebratae. 1832.
- Ḥarīrī, al-Qāsim Ibn-ʿAlī al: Haririus latinus. 1832.[2]